# Pusztamagyaród
Pusztamagyaród là một thị trấn thuộc hạt Zala, Hungary. Thị trấn này có diện tích 16,03 km², dân số năm 2010 là 572 người, mật độ 36 người/km².